# Jeppe på bjerget

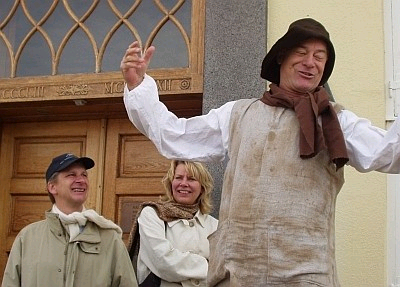
Niels Andersen als Jeppe, 2004

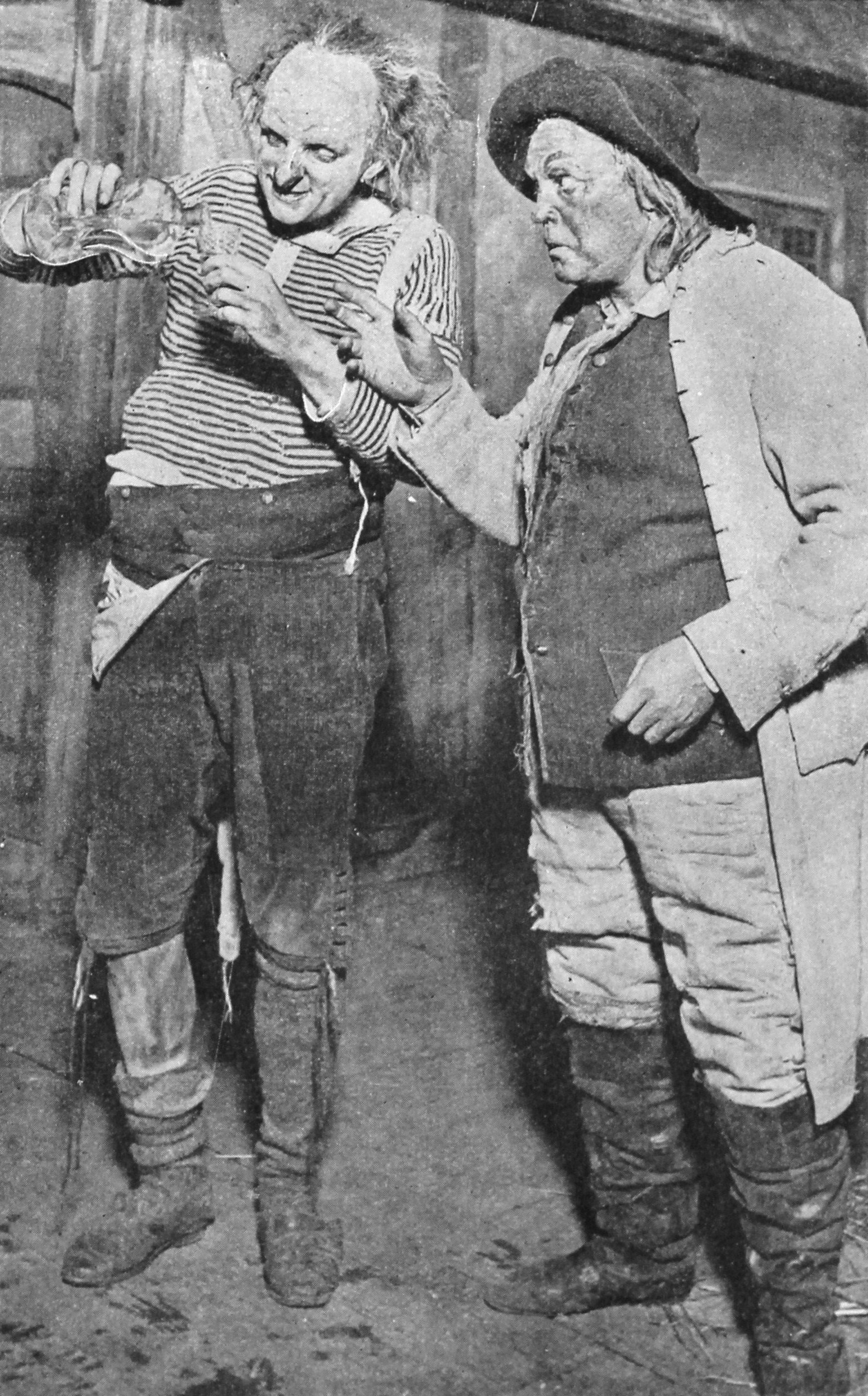
Jeppe på bjerget, Kopenhagen, 1918

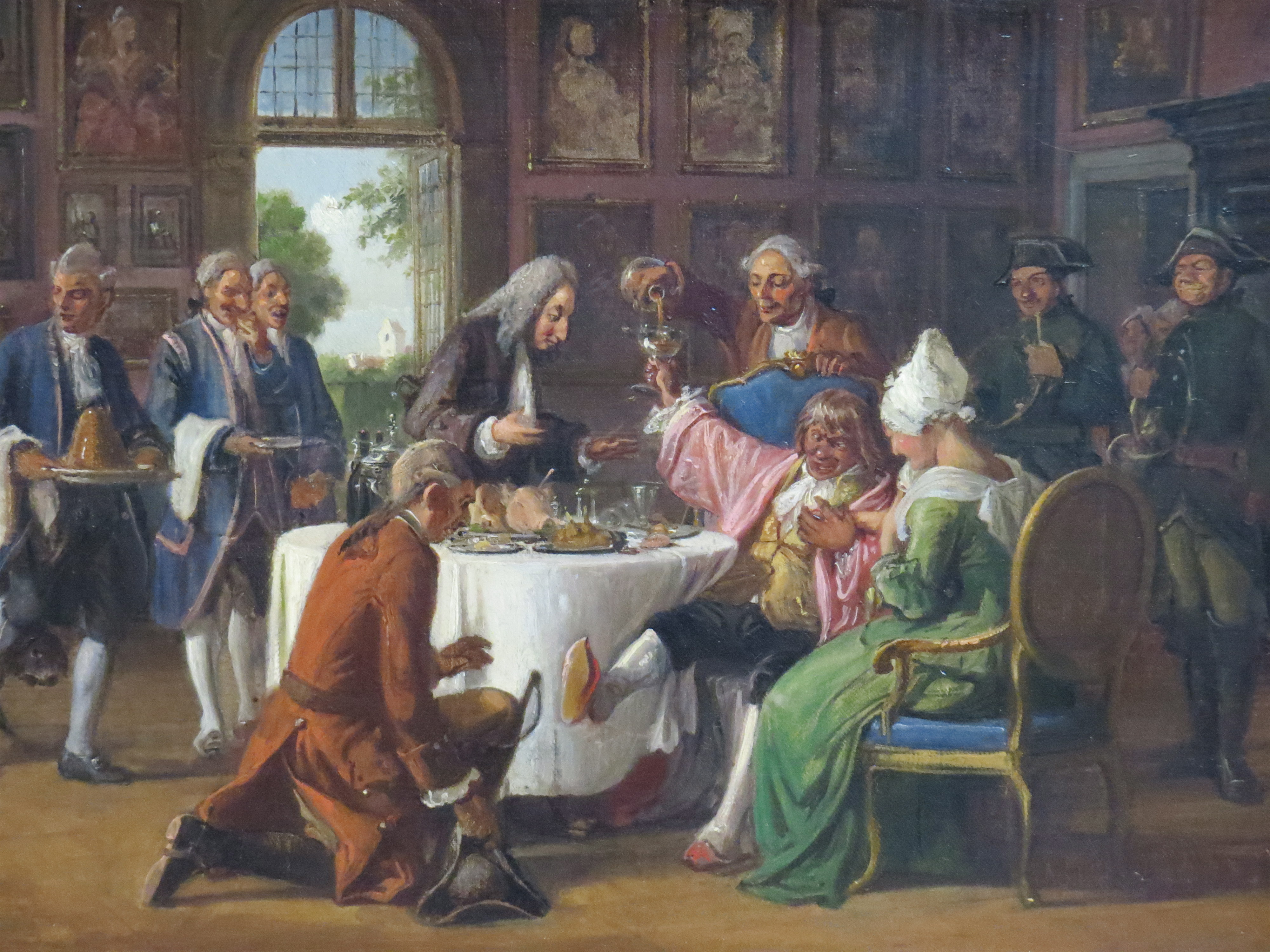
Scène uit Jeppe på bjerget door Wilhelm Marstrand, 1841
Hirschsprungske Samling, Kopenhagen

Jeppe på bjerget (Jeppe op de berg), ook wel Jeppe paa bierget of Den forvandlede bonde (De veranderde boer), is een komedie in vijf aktes van Ludvig Holberg. 

## Inhoud
Het is geschreven in 1722. Jeppe is een boer, wonend op een heuvel op Seeland, die al zijn geld aan drank spendeert en door zijn vrouw Nille wordt mishandeld. In het dorp woont een baron, die besluit deze onwaarachtige nietsnut op de proef te stellen. Als Jeppe weer eens dronken in de goot ligt, neemt de baron hem mee naar zijn huis en laat hem naar zijn bed dragen om zijn roes uit te slapen. Als Jeppe wakker wordt, weet hij niet waar en wie hij is. Hij vraagt zich af of hij in de hemel is of nog leeft. Het personeel heeft van de baron namelijk de opdracht gekregen Jeppe te behandelen alsof hij de baron is. In plaats van terug te keren in zijn karakter van nederige drankzuchtige man, verandert hij in een tirannieke figuur die iedereen afbekt en onderdrukt. Na een poosje valt hij weer in slaap.
Er wordt een zogenaamde rechtbank op touw gezet, die Jeppe veroordeelt tot ophanging vanwege zijn gedrag. Zover komt het natuurlijk niet, maar Jeppe wordt met een paar rigsdaler teruggestuurd naar waar hij vandaan kwam. Hij vervalt al gauw weer in zijn oude drinkgewoonten. Of hij er iets van geleerd heeft valt te betwijfelen, maar hij schaamt zich wel. Nille, zijn vrouw, wordt weggejaagd omdat ze tegen Jeppe te ver is gegaan. Of ze nog terug komt blijft open. 

## Achtergrond
Voor Scandinaviërs is het stuk sterk herkenbaar, het wordt in de Noordse landen vaak opgevoerd. Het spelen van de rol van Jeppe wordt aldaar gezien als het hoogst bereikbare voor een acteur. De bekendste claus uit het toneelstuk is: "Ze zeggen dat Jeppe drinkt, maar niet waarom hij drinkt" (De siger at Jeppe drikker, men ikke hvorfor han drikker). Als moraal wordt gezien, dat gewone lui die de macht krijgen, veranderen in tirannen, maar ook dat iemand die onderdrukt, zelf door anderen is onderdrukt. Onderzoek heeft opgeleverd dat Holberg het idee voor dit werk waarschijnlijk had ontleend aan de Oostenrijkse auteur Jacob Bidermann, die in 1604 de roman Utopia schreef met eenzelfde thema.

## Film
Het toneelstuk is diverse malen verfilmd. Er werd een Deense versie gemaakt in 1908 en 1981, een Noorse in 1933. Ook werd er diverse keren een televisiefilm van gemaakt.
- (da)  Jeppe paa bjerget (1908), regie Viggo Larsen met Gustav Lund als Jeppe (zwijgende film)
- (no)  Jeppe på bjerget (1933), regie Per Aabel en Harry Ivarson met Hauk Aabel als Jeppe
- (da)  Jeppe på bjerget (1955), regie Kai Wilton met Osvald Helmuth als Jeppe
- (fr)  Jeppe des collines (1973), regie Bernard Sobel (als Bernard Rothstein) met Jacques Debary als Jeppe
- (da)  Jeppe på bjerget (1981), regie Kaspar Rostrup met Buster Larsen als Jeppe
- (no)  Jeppe på bjerget (1984), regie Magne Bleness met Per Christensen als Jeppe
- (sv)  Jeppe på berget (1995), regie Bernt Callenbo met Peter Haber als Jeppe

## Toneelmuziek
Voor Jeppe på bjerget is geen speciale toneelmuziek gecomponeerd, maar wel heeft de Noorse componist Johan Halvorsen er muziek voor gearrangeerd. Hij was vele jaren muzikaal leider van theaters in Bergen en Kristiania, de toenmalige naam van Oslo. In die hoedanigheid heeft hij het toneelstuk diverse malen begeleid met de orkesten uit die theaters. Meestal zocht hij daarbij muziek van derden uit, maar op 26 december 1903 verwerkte hij er muziek waarin hij zelf een aandeel had. Zijn vriend Edward Grieg had in zijn Folkelivsbilleder (Beelden uit het volksleven) opus 19 een pianostuk Brudefølget drager forbi (De bruidsstoet trekt voorbij) opgenomen. Halvorsen maakte daarvan een orkestratie en voerde het uit in Oslo. Het werkje bleef in manuscriptvorm bewaard. Andere muziek die avond was afkomstig uit Die Zauberflöte van Mozart, uit Les Naïades van Alfred Andersen-Wingar en uit een werk van Ole Olsen. In 1904 was het nog een aantal keren te horen, maar toen verdween het in de la.   